# U Travel
U Travel，網上旅遊資訊頻道，網域為 Travel.ULifestyle.com.hk，為香港經濟日報集團有限公司旗下U Lifestyle網站成員之一。
網站內容主要涵蓋世界各地的旅遊資訊和景點資料介紹。而其中遊玩情報版面中，包含更新之旅遊及相關的報導，當中包括玩樂、表演及商戶之著數活動資訊，亦包括酒店情報。網民可於行程版塊搜尋或分享行程計劃，於旅遊快搜版面，搜索各旅行社所提供的自遊行或旅行團產品，及於機票資訊版面，搜索最新機票情報及實時機票航空價格資料。另外U Travel設有旅遊論壇，用戶可自由討論及分析享相關話題。

## 歷史
- 於2008年10月正式成立，當時域名為 utravel.com.hk。

- 於2013年5月建立“旅遊快搜”版面，供網民搜尋不同旅行社的旅遊產品；並於同期推出 “旅遊快搜” 手機應用程式（App） [2] [3]，以提升網民用戶使用之簡易程度。

- 於2014年3月推出 “U Travel” 手機應用程式（App）[4] [5]，綜合U Travel 網站內之主要項目及版面，切合現今社會使用手提網絡的生活習慣。

- 2014年5月，開創之 “旅遊快搜”成立一周年，舉辦了“年度十大熱搜旅行社” 頒獎活動，獲得獎項之旅行社包括星晨旅遊、專業旅運、H.I.S.、永安旅遊等。

- 2014年6月1日起成為U Lifestyle旗下網絡頻道，並同時更新網域為 Travel.ULifestyle.com.hk。

- 2015年7月22日，U Travel建立“機票資訊”[6]版面，網民可瀏覽最新機票情報及使用其搜尋器搜索實時機票航班價格資料。

## 版面分類
- 景點
  - 備有世界各地的景點資料，網民可按地區分類或主題分類，如觀光、玩樂、美食、購物及住宿等，搜尋旅遊目的地的景點資訊。
- 機票資訊
  - 備有最新機票情報及實時機票航班價格搜尋功能。
  - 網民可瀏覽及對比過千間航空公司及在線旅行代理的上百萬航班即時機票資料及價格，省卻到不同航空公司網站搜尋的時間。
- 行程
  - 網民可以分享個人編排的行程，公諸同好；或於其他網民的行程分享中，搜尋適合自己的行程，加以修改，縮短編排行程的時間。
- 旅遊快搜
  - 網民可搜尋不同旅行社的旅遊產品，包括旅行團、自遊行套票及郵輪假期等，縮短於不同旅行社網站搜尋或親身到旅行社的時間。
- 旅遊資訊
  - 包括遊玩情報、遊記、周末去邊度、特集、旅遊貼士。
- 博客
  - 聯繫U Lifestyle 旗下U Blog平台內，網民可繼續分享有關旅遊及其他各類生活相關體驗的博文。
- 相簿
  - 網民可分享旅遊時的照片，加插於個人編排的行程中。
- 討論區
  - 設有多個版塊供會員互相交流有關旅遊的資訊，包括：中港澳台旅遊、亞太區旅遊、歐美旅遊等。
- UT會員專享
  - 不定期舉辦會員專享活動，提供旅遊相關的優惠予會員。

## 獎項
- 於2012年度獲得 Marketing Magazine Hong Kong Award 頒發的全港No.1 旅遊資訊網站 [7]
- 於2013年度獲得香港互動市場商會 (HKAIM) 頒發之 Media Convergence Awards 的網站內容金獎 [8]

## 同類網站
- Yahoo 旅遊為一旅遊資訊、優惠、用戶分享網站[9]
- Travellife.org 旅遊人生 為一世界旅遊資訊網站及論壇 [10]

## 外部連結
- U Travel 旅遊資訊網站 （页面存档备份，存于）
- U Travel Facebook 專頁 （页面存档备份，存于）
- U Travel 微博 （页面存档备份，存于）